# Eljas Erkko
Juho Eljas Erkko (né le 1er juin 1895 à Helsinki et mort le 20 février 1965 à Helsinki) est un homme politique, ministre des affaires étrangères et journaliste finlandais.

## Biographie

### Ses débuts
En 1914, Eljas Erkko obtient son baccalauréat de l'école mixte finnoise d'Helsinki, en 1918 celui de l'école de guerre de Vimpeli en 1922 sa maîtrise en droit de l'université d'Helsinki.
En 1918, durant la guerre civile finlandaise, il combat dans la garde blanche lors de la bataille de Ruovesi (fi).
Après la guerre civile, Eljas Erkko occupe d'abord le poste de secrétaire de la Commission du commerce et de l'industrie en 1919, puis divers postes dans les affaires étrangères, notamment celui de secrétaire adjoint à l'ambassade de Finlande à Paris et de secrétaire d'ambassade à Tallinn et à Londres.
En 1922, il obtient un baccalauréat en droit de l'université d'Helsinki.
À l'été 1927, Eljas Erkko travaille pour la première fois en tant que journaliste pour Helsingin Sanomat. En octobre de la même année, son père, le rédacteur en chef Eero Erkko, décède et Eljas Erko devient l'un des rédacteurs en chef du journal  responsable des affaires étrangères et de l'économie.
En 1931, Elias Erko devient l'unique rédacteur en chef de Helsingin Sanomat, jusqu'à ce qu'il soit nommé ministre des Affaires étrangères en 1938. 
En 1932, il fonde Ilta-Sanomat et sera le rédacteur en chef jusqu'en 1938. 
Elias Erkko a occupé le poste de PDG du groupe Sanoma jusqu'à son décès.
Le 1er septembre 1933, il est élu député de la circonscription d'Uusimaa. 
Son mandat de député prend fin en 1936.
Elias Erkko est grand électeur, choisi par les électeurs, lors des élections présidentielles de 1931, 1937, 1940 et 1943.

### La guerre
Entre 1938 et 1939, Eljas Erkko est ministre des Affaires étrangères du gouvernement Cajander III. 
Il est chargé des négociations entre la Finlande et l'Union soviétique. 
Les Soviétiques exigent l'échange de zones avec la Finlande dans l'isthme de Carélie et en Carélie orientale. 
Eljas Erkko a accepté de devenir ministre des Affaires étrangères uniquement à la condition qu'il puisse gérer toute la politique étrangère. 
Bien que le gouvernement ait un comité des affaires étrangères, Erkko n'a toléré aucune intervention d'un autre ministre dans les affaires étrangères.
Au cours de l'automne 1939, Eljas Erkko estime que l'Union soviétique cherche à tromper et n'oserà pas entrer en guerre ouverte. Juho Kusti Paasikivi, qui est en faveur de concessions aux demandes de Moscou, qualifiera la guerre de "guerre d'Erko",,.
Le 26 octobre 1939, Eljas Erkko écrit "qu'il considére que l'Union soviétique, avec sa politique caractéristique des États dictatoriaux, avait d'abord poursuivi des objectifs limités afin d'améliorer sa position en ce qui concerne de nouvelles exigences.
Lorsque nous avons cela clairement devant nous, nous n’avons plus qu’à adopter une position ferme et une limite au-delà de laquelle nous pourrons aller" écrit Erkko, toujours confiant du fait que l’Union soviétique ne veut pas que le conflit devienne une guerre.
Elias Erkko ne regrettera pas sa ligne inébranlable, même si la guerre éclata bientôt. Au lendemain de la fin de la guerre d’hiver, il a déclaré à Väinö Tanner que "le fait de céder des zones sans se battre aurait signifié notre perte".
Au début de la guerre d’hiver, Väinö Tanner a nommé un nouveau gouvernement et décide de se nommer lui-même ministre des Affaires étrangères.
Elias Erkko est promu capitaine en 1941.

### L'après guerres

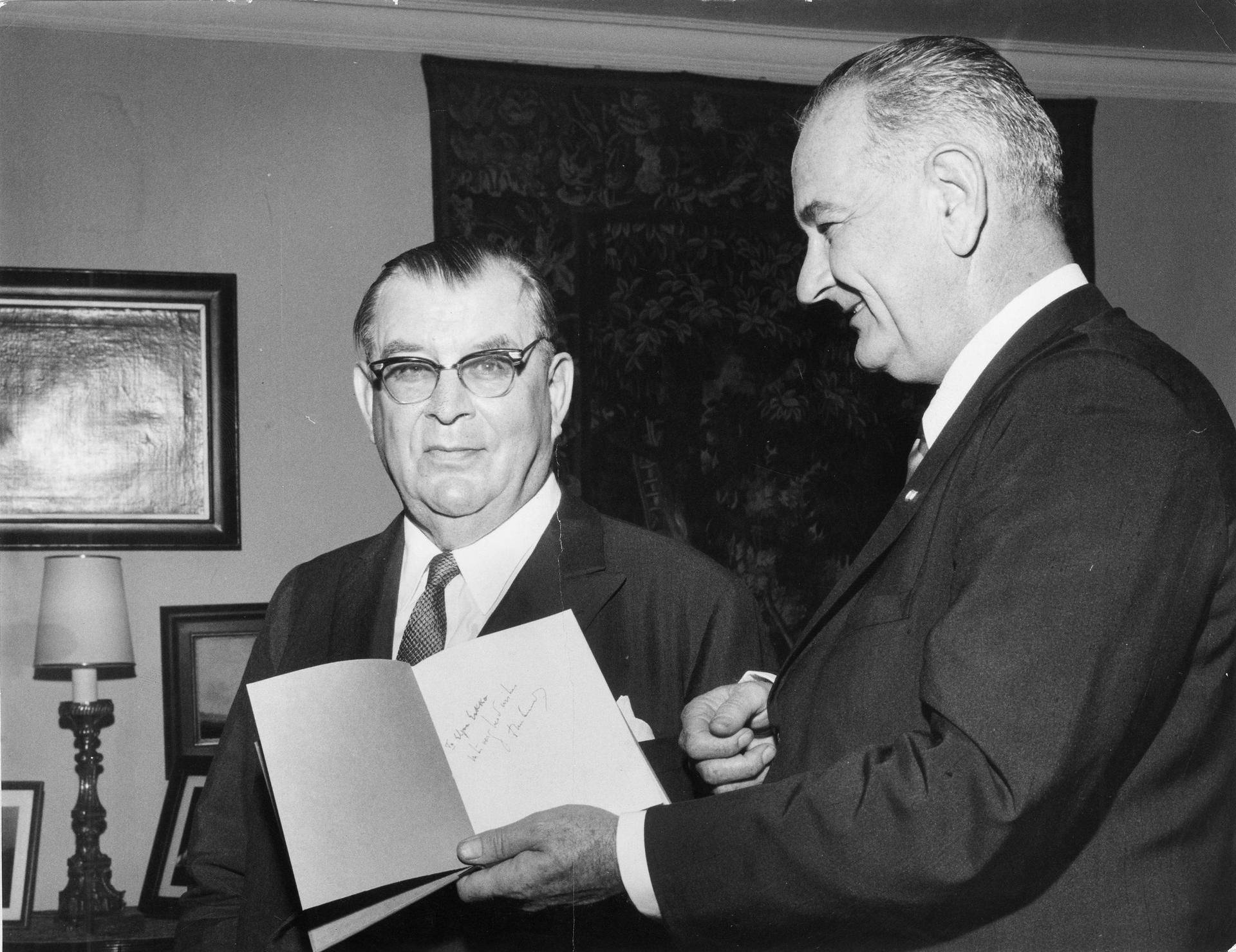
Le vice-président américain Lyndon B. Johnson en visite au domicile de Eljas Erko en septembre 1963.

Après les guerres d'hiver et de continuation, Elias Erkko s'est concentré sur le journalisme et les affaires. En plus d'être PDG et président du conseil d'administration du groupe Sanoma, il est membre du conseil d'administration de nombreuses autres sociétés et organisations, telles que la Kansallis-Osake-Pankki, Suomalais-Amerikkalaisen yhdistys, Rautatiekirjakauppa, Suomen Tietotoimisto ou IBM.

## Reconnaissance
Eljas Erkko est nommé envoyé spécial et ministre plénipotentiaire a titre honorifique en 1957.